# 諸岡頼之
諸岡 頼之（もろおか よりゆき、1851年4月20日（嘉永4年3月19日） - 1914年（大正3年）8月16日）は、日本の海軍軍人。官位は海軍中将正四位勲三等功四級。

## 経歴
本籍・東京府。明治4年8月（1871年）、海軍兵学寮に入り、1874年（明治7年）11月、同校（2期）を卒業し、海軍少尉補任官。1877年（明治10年）6月、海軍少尉となる。
1879年（明治12年）2月、「乾行」乗組となり、以後、「龍驤」「東艦」の各乗組となる。1881年（明治14年）12月、海軍大尉に昇進。1883年（明治16年）12月、水雷局在勤となり、軍事部出勤、参謀本部海軍部第1局第2課長心得を経て、1886年（明治19年）4月、海軍少佐に進級し参謀本部海軍部第1局第2課長に就任した。
1889年（明治22年）5月、「大和」艦長心得となり、1890年（明治23年）9月、海軍大佐に昇進し正式に「大和」艦長に就任。以後、「迅鯨」艦長、海軍造兵廠長、兼海軍技術会議議長、「吉野」艦長、水雷術練習所長などを歴任。
1897年（明治30年）12月、海軍少将に昇進し軍令部次長兼海軍将官会議議員となった。1898年（明治31年）11月、海軍省軍務局長に発令され将官会議議員と臨時建築部長を兼務した。1900年（明治33年）5月、初代海軍教育本部長、1901年（明治34年）7月、常備艦隊司令官に就任。
1902年（明治35年）4月、海軍中将に進むと同時に待命となり、同年11月に休職。1904年（明治37年）11月、予備役に編入。1914年（大正3年）3月1日に後備役となる。
1914年（大正3年）8月16日、63歳没。

## 栄典・授章・授賞
位階
- 1886年（明治19年）7月8日 - 従六位[3]
- 1891年（明治24年）12月16日 - 従五位[4]
- 1897年（明治30年）3月1日 - 正五位[5]
- 1902年（明治35年）4月30日 - 従四位[6]
- 1904年（明治37年）12月20日 - 正四位[7]

勲章等
- 1887年（明治20年）11月25日 - 勲六等単光旭日章[8]
- 1889年（明治22年）11月29日 - 大日本帝国憲法発布記念章[9]
- 1892年（明治25年）5月28日 - 勲五等瑞宝章[10]
- 1895年（明治28年）11月18日 - 明治二十七八年従軍記章[11]
- 1896年（明治29年）5月26日 - 勲四等瑞宝章[12]
- 1901年（明治34年）5月31日 - 勲三等瑞宝章[13]